# Жакмар де Есден
Жакмар де Есден (або Жакмар де Еден, фр. Jacquemart de Hesdin, бл. 1355 — бл. 1414) — французький художник-мініатюрист, який працював у стилі інтернаціональної готики.

## Життя і творчість
Жакмар народився в Артуа. Есден, від назви якого художник отримав своє прізвисько, — фортеця на землях сучасного департаменту Па-де-Кале (у той час це була частина Фландрії і володіння герцогів Бургундських). Можливо, що Жакмар народився там. Він був одним з численних фламандських художників, які з середини XIV століття працювали на замовлення французького королівського дому. Єдиний відомий замовник Жакмара — Жан Беррійський (1340–1416), молодший брат французького короля Карла V, який витрачав величезні кошти на свою колекцію творів мистецтва. Жакмар жив і працював здебільшого в Буржі, де знаходилася основна резиденція Жана Беррійського. Він працював на замовлення герцога з 1384 по 1414 рік, з 1384 року отримував регулярне утримування з його скарбниці. Відомо, що мініатюри Жакмара де Есдена прикрашають Малий часослов герцога Беррійського (Національна бібліотека, Париж), так званий Брюссельський часослов (Королівська бібліотека в Брюсселі) і Великий часослов герцога Беррійського (Національна бібліотека, Париж). З них Великий часослов вважається головною роботою художника. В інвентарі 1413 року про нього сказано:
| … дуже великий, дуже красивий і розкішний часослов, напрочуд гарно оформлений і оздоблений мініатюрами Жакмара де Есдена та інших «працівників» герцога. Містить години, присвячені нашій любій Діві, Святому Хресту, Святому Духу, пристрастям і ще раз Святому Духу, також і поминальні молитви[4] |

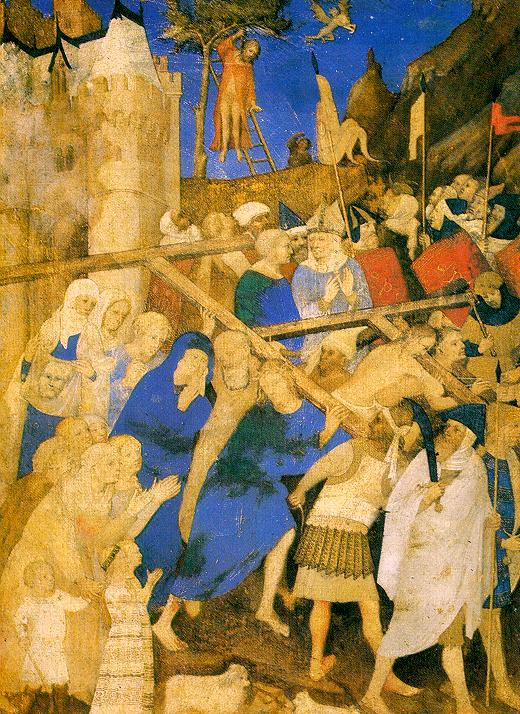
Жакмар де Есден. Несення хреста. Мініатюра з Великого часослова. 1409. Лувр. Париж

Манускрипт не зберігся до теперішнього часу повністю. Жакмар де Есден виконав для нього великі мініатюри (400×300 мм), з яких залишилася тільки одна сцена «Несення хреста» (1409, зберігається в Луврі). Великий часослов був завершений у 1419 році й оцінений у 4 000 фунтів.
Жакмар де Есден працював на другому етапі оформлення Малого часослова, перейнявши естафету, імовірно, від Жана Ленуара. За припущенням Мілларда Місса, над часословом працювали ще два анонімних майстра — Майстер Трійці і Псевдо-Жакмар. Пізніше брати Лімбурги доповнили часослов мініатюрою з зображенням герцога Беррійського, що збирається у мандрівку. Жакмару де Есдену приписуються також деякі мініатюри, створені бл. 1386 року, з Псалтиря герцога Беррійського (Національна бібліотека, Париж, Ms. fr. 13091).
За визначенням Анн Гранбулан Жакмар «демонструє певну майстерність у зображенні простору, й показує таким чином, що засвоїв уроки сієнської школи». Поєднавши досягнення італійського живопису і реалізм, характерний для художників півночі Європи, він дотримувався більш природної манери виконання, на відміну від ідеалізованого мистецтва Жана Пюселя. Окрім мініатюр Жакмар виконував елементи декору манускриптів — обрамлення з фігурами тварин і рослинними мотивами.